# Austrocarabodes szentivanyi
Austrocarabodes szentivanyi är en kvalsterart som först beskrevs av Balogh och Sandór Mahunka 1967.  Austrocarabodes szentivanyi ingår i släktet Austrocarabodes och familjen Carabodidae. Inga underarter finns listade.